# Rede Estação Sat
Rede Estação Sat foi uma rede de rádios brasileira com sede em Recife. Pertencente à Rede Brasil de Comunicação, foi fundada em 1997 e passou a ser uma rede em 2001, quando deixou a Rede Somzoom Sat, e extinta em 2015, após ser arrendada à Feliz FM e ficar restrita ao Grande Recife.

## História
Foi fundada em 1997 a 102 FM , que era uma das primeiras afiliadas da Rede Somzoom Sat. No final de 2001, passa a se chamar Estação Sat FM e estreia a Rede Estação Sat, deixando de ser uma afiliada da Rede Somzoom Sat para ser uma cabeça de rede, transmitindo seu conteúdo para todas as afiliadas espalhadas pelo Nordeste e até na região Sudeste, mais precisamente no Rio de Janeiro, onde tinha uma afiliada oficial operando em FM 94,5 MHz em baixa potência atingindo apenas algumas áreas da Zona Sul da cidade. A Rede Estação Sat também possuiu outras emissoras próprias no interior do estado do Pernambuco, e algumas rádios que eram até então afiliadas da Rede Somzoom Sat passaram a ser afiliadas a Rede Estação Sat.
Com o surgimento da Rede Estação Sat, antiga afiliada localizada em Recife, a Rede SomZoom Sat ganha novo concorrente e ainda se torna a principal rede concorrente no Nordeste, fazendo diversos investimentos. A Rede Estação Sat passou a contratar novos locutores e inclusive a fornecer melhor condição da rede rival, que não conseguiu manter o elenco desde 1997 e perdeu comunicadores importantes.
Em maio de 2002, a Rede Estação Sat contrata o locutor Rodrigo Vieira Emerenciano, o Mução, que na época da Rede Somzoom Sat era líder de audiência em quase todas regiões do Brasil. Mução deixou a Rede Somzoom Sat pois a proposta foi vantajosa financeiramente.
Em Janeiro de 2003, a Rede Estação Sat contrata locutora Wanda Maia, natural de Recife, que também era líder de audiência no horário da noite na Rede Somzoom Sat. A Estação Sat além de investir junto à programação, também passou a retransmitir seus conteúdos para mais afiliadas em diversos estados do país, inclusive as que antes mantinham contratos com a Somzoom Sat. Em seu quadro de locutores, também tinha grandes nomes do nordeste, como o locutor Guiba Melo, que comandou o programa Pistolão de 2007 até 2010.
No ano de 2007 a Rede Estação Sat volta a usar o nome 102 FM, porém continua com suas afiliadas espalhadas pelo nordeste e continua como o Rede Estação Sat porém com mais foco no Recife. No ano de 2007, a Rede Estação Sat tinha 70 afiliadas em todo nordeste sendo 6 emissoras próprias, além de ter departamento de Marketing e Comercial. A Rede Estação Sat abrangiu todo Nordeste, a rádio teve mais de vinte milhões de ouvintes em rede. Trazendo uma programação dinâmica e divertida, com promoções, shows, eventos, e muito humor, a rádio era considerada o melhor veículo para que empresas pudessem ser divulgadas com seriedade e profissionalismo, proporcionado um rápido e eficaz retorno ao investimento. O perfil de audiência era um dos mais abrangentes.
Em 2008, o programa A Hora do Mução passa ter o seu horário reduzido para apenas 1 hora de programa por dia.
Em abril, o programa A Hora do Mução passa ser de produção independente pela RVE Produções LTDA. e não mais pela Rede Estação Sat, mesmo assim o programa permanece na grade da programação da 102 FM, porém Mução passa a produzir e distribuir o seu programa a partir do seu estúdio em Fortaleza.
No início do ano de 2015, a 102 FM passa por uma grande mudança de programação, mesmo assim mantendo como carro chefe o forró, e a 102 FM era a 3° mais ouvida na Grande Recife, com uma programação muito ligada ao popular. Em Julho de 2015, é anunciada que a 102 FM seria afiliada para a Feliz FM de São Paulo.

### Controvérsias
A rádio possuiu uma afiliada no estado do Rio de Janeiro, operando no FM, na frequência 102,5 MHz atingindo boa parte do Rio de Janeiro e Região Metropolitana, mas a mesma não seguiu o padrão Estação Sat que era proposto inicialmente pela rede, e na maior parte da sua existência manteve uma programação popular e independente. Ela foi fechada no dia 23 de março de 2021, numa operação da Polícia Federal em conjunto com a Anatel e seu dono junto com os equipamentos foram conduzido a sede da Polícia Federal na cidade do Rio de Janeiro.

Recentemente o projeto foi resgatado e voltou em seu formato original de programação, só que dessa vez,  em formato de Webradio através do endereço eletrônico http:/radioesat.com/ projeto oriundo do RN (Rio Grande do Norte)